# پارک شبه‌ملی اوکیناوا
پارک شبه‌ملی اوکیناوا (به لاتین: Okinawa Kaigan Quasi-National Park) یک پارک شبه‌ملی و منطقهٔ مسکونی در ژاپن است که در استان اوکیناوا واقع شده‌است.